# Giuseppe De Robertis
Giuseppe De Robertis (n. 7 iunie 1888 - d. 7 septembrie 1963) a fost un critic literar italian, unul dintre inițiatorii criticii "stilistice".
Eseurile sale, caracterizate prin rafinament, sunt dedicate în special poeziei.

## Opera
- 1940: Scriitori din secolul al XX-lea ("Scrittori del Novecento");
- 1944: Eseu despre Leopardi ("Saggio su Leopardi");
- 1923: Poeți lirici ai secolelor al XVII-lea și al XIX-lea ("Poeti lirici dei secoli XVII e XIX").

De Robertis a condus revista La Voce.